# Марич, Горан
Горан Марич (хорв. Goran Marić; 5 сентября 1959, Груде, Босния и Герцеговина) — хорватский политик, экономист, преподаватель, депутат парламента, министр государственного имущества Хорватии в правительстве Андрея Пленковича. Также известен как футбольный арбитр категории ФИФА.

## Биография
Выпускник экономического факультета Загребского университета 1983 года. На этом же факультете окончил аспирантуру в 1997 и получил степень доктора экономических наук в 2000 году. В 1983—1992 годах работал на предприятии «Auto Hrvatska», а затем до 2007 года на руководящих должностях в коммерческих компаниях. В 2001 году занялся также научной деятельностью как профессор в экономических учебных заведениях Загреба. С 2001 по 2007 год был профессором менеджмента Загребской школы менеджмента в туризме. В 2006—2009 годах работал профессором менеджмента в Загребской высшей школе бизнеса. С 2006 по 2009 год — заместитель декана Загребской высшей школы бизнеса.
Деятель ХДС. В 2007 году получил мандат депутата хорватского парламента. Не продлил его на выборах 2011 года, но вернулся в парламент в 2013 году после смерти одного из депутатов. Переизбран на новый депутатский срок на выборах 2015 (по списку Патриотической коалиции) и 2016 гг. В 2008—2012 и 2016 годах был председателем Комитета по вопросам финансов и бюджета, а в 2016 — председателем Комитета по информированию, информатизации и СМИ парламента Хорватии.
19 октября 2016 года новый премьер Андрей Пленкович, формируя свое правительство, назначил его министром без портфеля. 15 ноября 2016 года в этом же правительстве Марич назначается руководителем новообразованного министерства государственного имущества..
Награжден Орденом хорватского трилистника за особый вклад в хорватскую экономику.
Автор книг «Крах лжепророчества», «Управление бизнес-процессами», автор и соавтор нескольких профессиональных и научных трудов.
Владеет английским языком.
Также известен как футбольный судья категории ФИФА. Обслуживал футбольные матчи в период с 1998 по 2003 год, в том числе матчи Кубка УЕФА, а также отборочные матчи чемпионатов мира и чемпионатов Европы.